# Hiệp Hưng
Hiệp Hưng là một xã thuộc thành phố Cần Thơ, Việt Nam.

## Địa lý
Xã Hiệp Hưng có vị trí địa lý:
- Phía đông giáp phường Ngã Bảy
- Phía tây giáp xã Hòa An và xã Phương Bình
- Phía nam giáp xã Tân Phước Hưng
- Phía bắc giáp xã Phụng Hiệp.

Xã Hiệp Hưng có diện tích 69,25 km², dân số năm 2024 là 33.514 người, mật độ dân số đạt 483 người/km².

## Lịch sử
Ngày 20 tháng 9 năm 1975, Bộ Chính trị ban hành Nghị quyết số 245-NQ/TW về việc hợp nhất tỉnh Cần Thơ (ngoại trừ huyện Thốt Nốt), tỉnh Sóc Trăng, tỉnh Trà Vinh, tỉnh Vĩnh Long thành một tỉnh, tên gọi tỉnh mới cùng với nơi đặt tỉnh lỵ sẽ do địa phương đề nghị lên.
Ngày 20 tháng 12 năm 1975, Bộ Chính trị ban hành Nghị quyết số 19/NQ về việc hợp nhất tỉnh Cần Thơ (bao gồm cả huyện Thốt Nốt của tỉnh Long Xuyên), tỉnh Sóc Trăng thành một tỉnh mới, tên gọi tỉnh mới cùng với nơi đặt tỉnh lỵ sẽ do địa phương đề nghị lên.
Ngày 24 tháng 2 năm 1976, Chính phủ Cách mạng lâm thời Cộng hòa miền Nam Việt Nam ban hành Nghị định số 3/NQ/1976 về việc hợp nhất tỉnh Cần Thơ, tỉnh Sóc Trăng và thành phố Cần Thơ thành một tỉnh mới, lấy tên là tỉnh Hậu Giang.
Ngày 21 tháng 4 năm 1979, Hội đồng Chính phủ ban hành Quyết định số 174-CP về việc chia xã Hiệp Hưng thuộc huyện Phụng Hiệp thành xã Hưng Điền và xã Hiệp Hưng.
Ngày 28 tháng 3 năm 1983, Hội đồng Bộ trưởng ban hành Quyết định số 21-HĐBT về việc thành lập xã Quyết Thắng thuộc huyện Phụng Hiệp trên cơ sở 720 hécta đất của xã Hiệp Hưng và 290 hécta đất của xã Hưng Điền.
Ngày 16 tháng 9 năm 1989, Hội đồng Bộ trưởng ban hành Quyết định số 128-HĐBT về việc sáp nhập xã Quyết Thắng vào xã Hiệp Hưng vào xã Hưng Điền.
Ngày 7 tháng 12 năm 1990, Ban Tổ chức – Cán bộ của Chính phủ ban hành Quyết định số 547/QĐ-TCCP về việc sáp nhập xã Hưng Điền vào xã Hiệp Hưng.
Ngày 26 tháng 12 năm 1991, Quốc hội ban hành Nghị quyết về việc chia tỉnh Hậu Giang thành tỉnh Cần Thơ và tỉnh Sóc Trăng.
Ngày 4 tháng 8 năm 2000, Chính phủ ban hành Nghị định số 28/2000/NĐ-CP về việc thành lập thị trấn Cây Dương thuộc huyện Phụng Hiệp trên cơ sở điều chỉnh 1.512 ha diện tích tự nhiên và 7.981 nhân khẩu của xã Hiệp Hưng.
Sau khi điều chỉnh địa giới hành chính xã Hiệp Hưng có 5.281 ha diện tích tự nhiên và 17.121 nhân khẩu.
Ngày 26 tháng 11 năm 2003, Quốc hội ban hành Nghị quyết số 22/2003/QH11 về việc chia tỉnh Cần Thơ thành thành phố Cần Thơ trực thuộc trung ương và tỉnh Hậu Giang.
Ngày 26 tháng 7 năm 2005, Chính phủ ban hành Nghị định số 98/2005/NĐ-CP về việc:
- Thành lập thị xã Tân Hiệp thuộc tỉnh Hậu Giang.
- Thị trấn Cây Dương và xã Hiệp Hưng thuộc huyện Phụng Hiệp.
- Chuyển huyện lỵ huyện Phụng Hiệp từ thị trấn Phụng Hiệp về thị trấn Cây Dương.

Năm 2009, UBND tỉnh Hậu Giang ban hành Quyết định số 3399/QĐ-UBND về việc công nhận thị trấn Cây Dương là đô thị loại V.
Tính đến ngày 31/12/2024:
- Thị trấn Cây Dương có 6 ấp: Mỹ Hòa, Mỹ Lợi, Mỹ Quới, Mỹ Quới B, Hưng Phú, Thống Nhất.
- Xã Hiệp Hưng có 13 ấp: Hiệp Hòa, Hưng Thạnh, Lái Hiếu, Long Phụng, Long Phụng A, Mỹ Chánh, Mỹ Chánh A, Mỹ Hưng, Mỹ Lợi A, Mỹ Lợi B, Quyết Thắng, Quyết Thắng A, Quyết Thắng B.

Ngày 12 tháng 6 năm 2025, Quốc hội ban hành Nghị quyết số 202/2025/QH15 về việc sắp xếp đơn vị hành chính cấp tỉnh (nghị quyết có hiệu lực từ ngày 12 tháng 6 năm 2025). Theo đó, sáp nhập tỉnh Hậu Giang và tỉnh Sóc Trăng vào thành phố Cần Thơ.
Ngày 16 tháng 6 năm 2025:
- Quốc hội ban hành Nghị quyết số 203/2025/QH15[16] về việc Sửa đổi, bổ sung một số điều của Hiến pháp nước Cộng hòa xã hội chủ nghĩa Việt Nam. Theo đó, kết thúc hoạt động của đơn vị hành chính cấp huyện trong cả nước từ ngày 1 tháng 7 năm 2025.
- Ủy ban Thường vụ Quốc hội ban hành Nghị quyết số 1668/NQ-UBTVQH15[17] về việc sắp xếp các đơn vị hành chính cấp xã của thành phố Cần Thơ năm 2025 (nghị quyết có hiệu lực từ ngày 16 tháng 6 năm 2025). Theo đó, sáp nhập toàn bộ 14,94 km² diện tích tự nhiên và quy mô dân số là 10.887 người của thị trấn Cây Dương vào toàn bộ 54,31 km² diện tích tự nhiên, quy mô dân số là 22.627 người của xã Hiệp Hưng thuộc huyện Phụng Hiệp, tỉnh Hậu Giang.

Xã Hiệp Hưng có 69,25 km² diện tích tự nhiên và quy mô dân số là 33.514 người.